# Ílchanát
Ílchanát (persky سلسله ایلخانی‎, čínsky 伊利汗国), vlastním jménem Írán, oficiálně Íránská země (persky ایران‌زمین‎), mezi Mongoly znám také jako Hülegü Ulus (Hülegüho lid), byl jedním ze čtyř chanátů v rámci Mongolské říše. Centrum ílchanátu bylo v Persii (Íránu), ale pod jeho kontrolu spadala i území dnešního Iráku, Afghánistánu, Turkmenistánu, Arménie, Ázerbájdžánu, Gruzie, Turecka a západního Pákistánu. Ílchanát byl vybudován na troskách Chórezmské říše, která podlehla v boji s invazí Čingischána v letech 1219–1224. Mongolové si následně podrobovali celé území říše, které osídlili a vybudovali zde svůj stát.

## Historie

### Hülegü
Poté, co v roce 1243 v bitvě u Köse Dağ Mongolové porazili seldžucké Turky a jejich gruzínské a trapezuntské spojence, se Rúmský sultanát stal vazalem mongolských chánů a později se stal přímým územím mongolského ílchanátu.

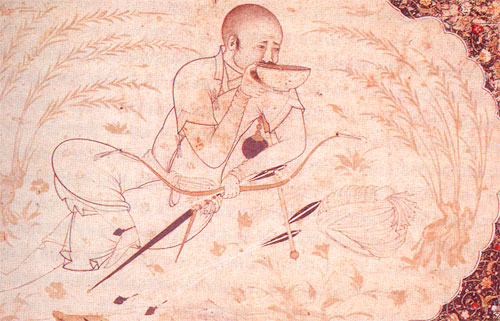
Hülegü, Čingischánův vnuk a zakladatel ílchanátu

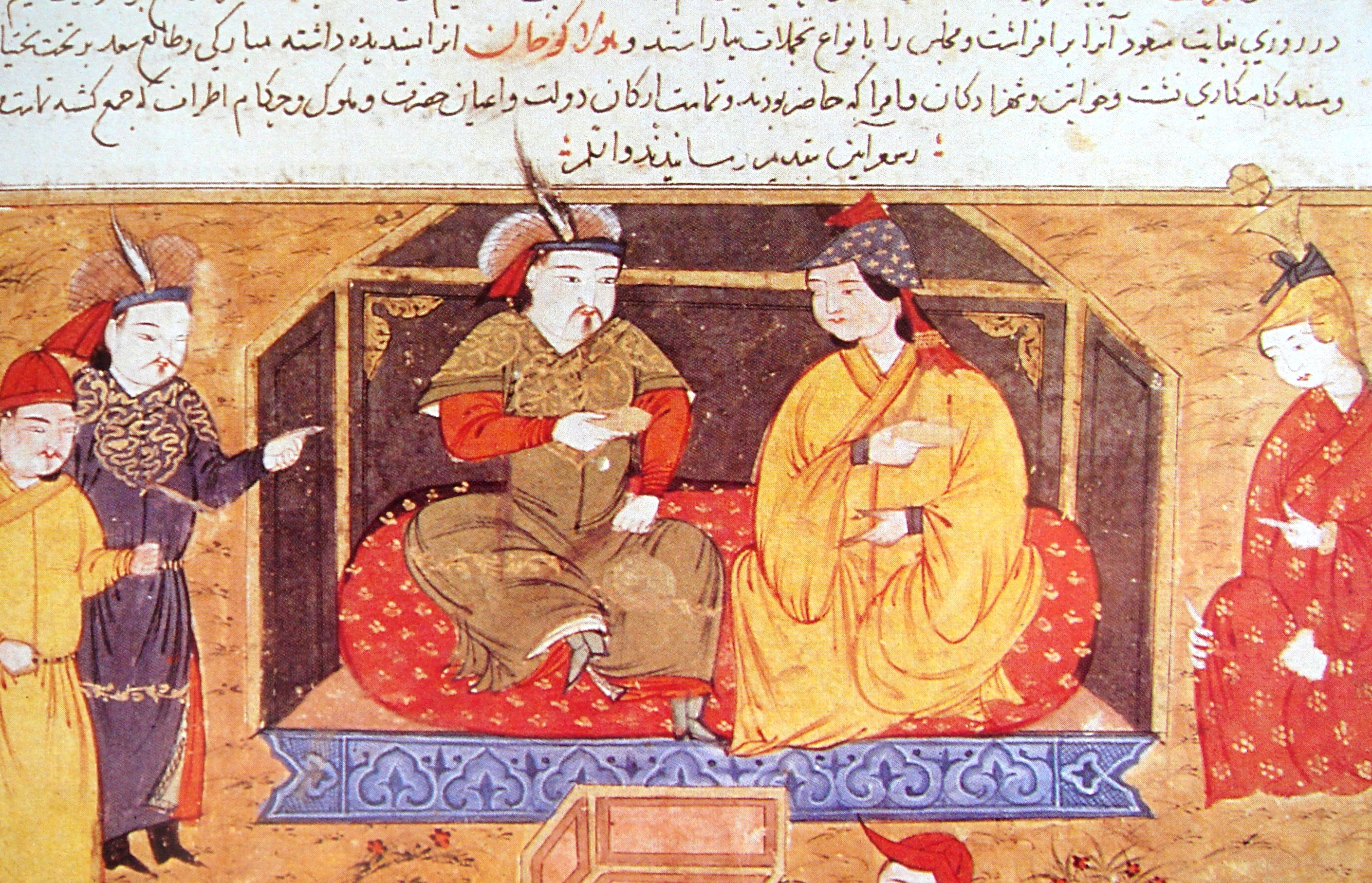
Hülegü a jeho křesťanská královna Dokuz Chatun

Zakladatel ílchanátu byl chán Hülegü, jeden z vnuků samotného Čingischána a bratr chána Möngkeho. V roce 1255 nebo 1256 převzal Hülegü oblasti Persie od místního mongolského velitele Bajdžua, který byl pověřen úkolem podrobit si země „až na hranice Egypta“. Obsazení východní Anatolie Mongoly donutila proto Turkmeny, aby migrovali před pronikajícími mongolskými kmeny dále na západ.
Hülegü se z Malé Asie vrátil do srdce Persie, kde založil svou říši a svou vládnoucí dynastii. Jeho následné tažení bylo namířeno proti mamlúckému sultanátu v Egyptě. Nicméně postup jeho vojsk, kterým velel vojevůdce Ketbugha, byl roku 1260 v Palestině, v bitvě u Ajn Džalúd, mamlúky zastaven.

### Raný ílchanát

Vlajka ílchanátu dle mapy Angelina Dulcerta (1339) a Katalánského atlasu (1375)

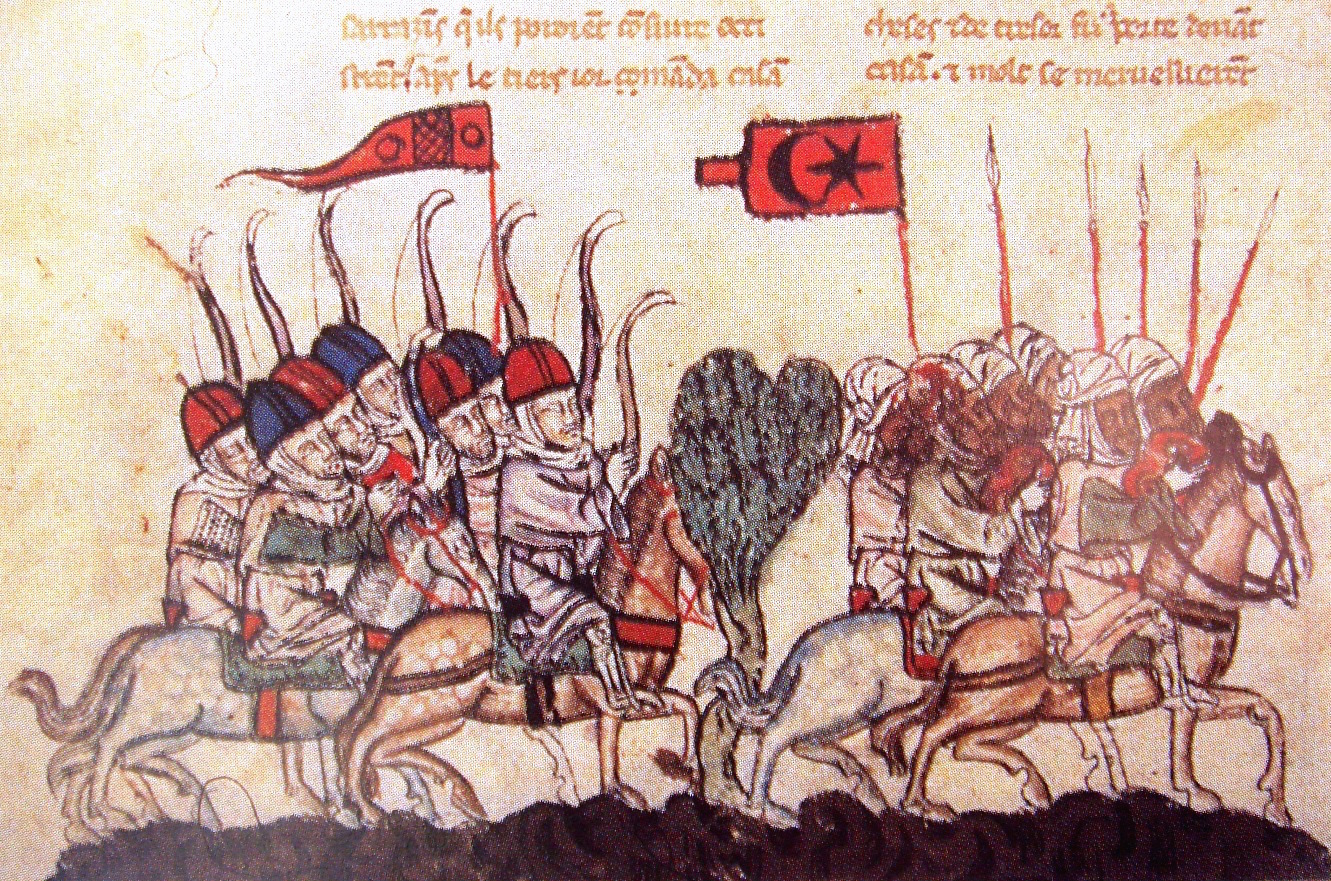
Mongolové vítězí nad mamlúky v bitvě u Homsu, 1229

Termín „ílchanát“ znamená podřízený chánovi, což by znamenalo, že ílchán byl zpočátku podřízen Möngkemu, coby Velkému chánovi a nejvyššímu vladaří Mongolské říše. Panovníci z Hülegüho rodu vládli ílchanátu dalších osmdesát let, počínaje jako aministé, buddhisté a nakonec konvertovali k islámu. Velkého vlivu však mezi Mongoly měli křesťanští nestoriáni, avšak christianizovat se Mongolové jako národ nikdy nenechali (navzdory snahám řeckých, arménských i evropských misionářů). Avšak i po přestupu na islám zůstali Mongolové nepřáteli egyptských mamlúků, kteří úspěšně odráželi jak mongolské, tak i křižácké invaze přicházející z Jeruzalémského království v Palestině. Perští ílchánové nicméně nebyli schopni na mamlúcích dobýt významných územních zisků a nakonec byli donuceni vzdát se svých plánů na dobytí oblasti Sýrie. Kvůli válečnému stavu s Modrou hordou (což bylo východní část chanátu Zlatá horda, západní část se nazývala Bílá horda) chána Batúa, perští Mongolové preventivně začali ohrožovat Kavkaz a Transoxiánsko a dále území směrem na západ. Dokonce ještě za Hülegüho vlády byl Perský ílchanát zaměstnán v otevřené válce na Kavkaze s Mongoly z ruských stepí.

### Aliance s křižáky
Ve 13. a 14. století bylo mezi západoevropskými královskými dvory a mongolskou říší (především však pak Perským ílchanátem) učiněno mnoho pokusů o vyjednání spojenectví Mongolů a křižáků v Palestině. Jednání s Mongoly začala přibližně v době sedmé křížové výpravy, kdy Mongolové začali pronikat na muslimská území z východu. Spojenectví ílchanátu a palestinských Franků proti muslimům (v té době pak především mamlúkům) bylo jen povrchní a krátce úspěšné v efektivní spolupráci proti společnému nepříteli.

### Přestup k islámu

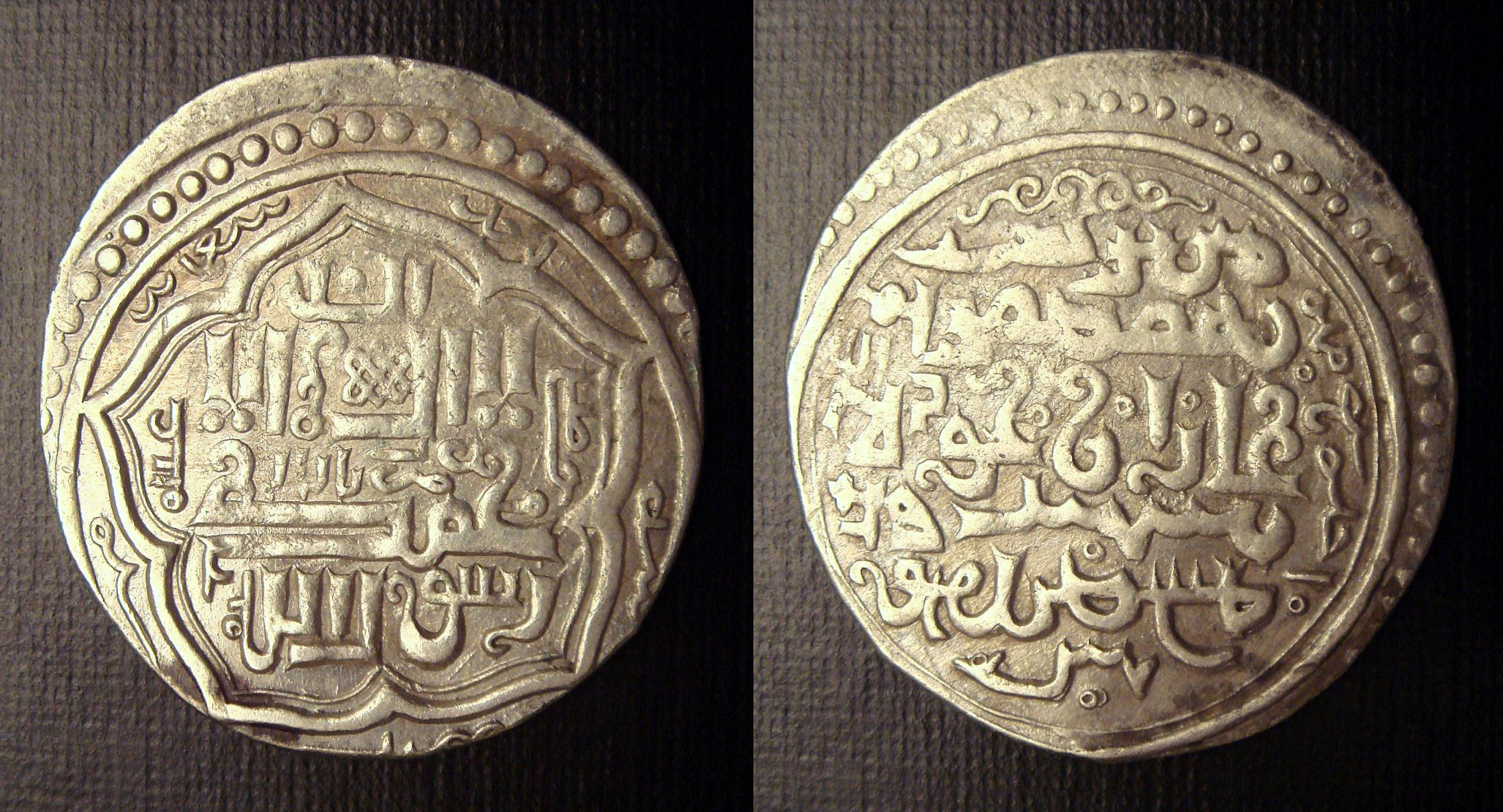
Stříbrný dihram ílchána Gazana

Perští ílchánové, kteří přišli k moci po Hülegü, stále více za své náboženství přijímali tibetský buddhismus. Vliv křesťanů v zemi byl ztělesněn především nestoriánskými křesťany. Nestoriánství však nebylo hluboko zakořeněné v mongolské kultuře
V ílchanátu došlo k podobné situaci, která nastala v křižáckých státech, a to, že Mongolové byli sice vládnoucí, leč minoritní vrstvou společnosti, oproti muslimské majoritě. Nicméně ílchán Gazan krátce předtím než svrhl ílchána Bajdua, konvertoval k islámu a otevřeně islám podporoval, čímž se snažil svou vládu více přiblížit nemongolské většině obyvatelstva, která vyznávala islám. Křesťané a židé ztratili své rovnoprávně postavení vůči muslimům a byla vůči nim znovu zavedena tzv. „daň z hlavy“. Buddhisté byli postaveni před volbu: buď přestup na islám, nebo odchod z Persie. Vůči cizím náboženstvím však nařízení o konverzi nemělo žádný efekt. Sám ílchán Gazan poté stejně bojoval proti mamlúkům v Sýrii. Tento proislámský kurs z větší části pokračoval i za Gazanova bratra a nástupce Öldžejtüho navzdory návrhům preferovat spíše šíitský islám před sunnitským.

### Úpadek říše
Poté, co roku 1335 zemřel ílchán Abú Saíd se Perský ílchanát dostal do značného úpadku a rozpadl se na několik, vzájemně znepřátelených nástupnických států, z nichž nejvýznamnější byl sultanát dynastie Džalájirovců. Poslední neznámý uchazeč o trůn ílchána byl roku 1335 zavražděn. Turkický dobyvatel Tamerlán později vyvrátil stát Džalájirovců a zdánlivě obnovil starý chanát.

## Seznam ílchánů

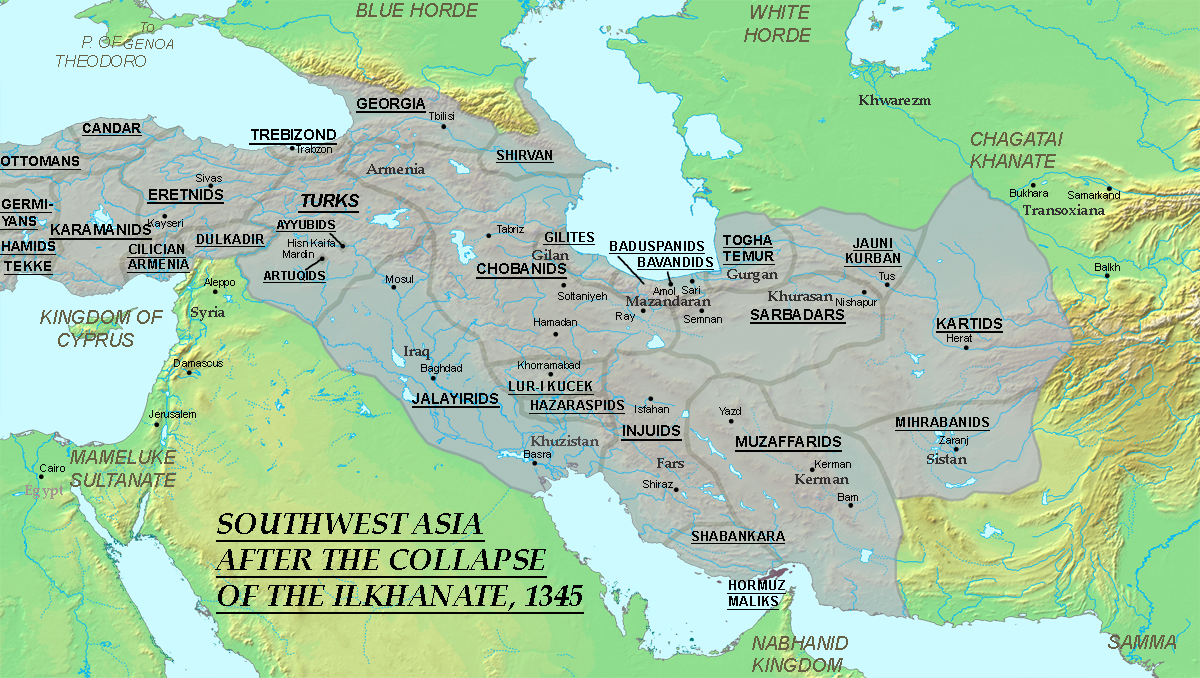
Nástupnické státy Ílchanátu v Persii, 1345

- Hülegü (1256–1265)
- Abaka (1265–1282)
- Ahmad Teküder (1282–1284)
- Argun (1284–1291)
- Gajchatu (1291–1295)
- Bajdu (1295)
- Mahmúd Gazan (1295–1304)
- Öldžejtü (1304–1316)
- Abú Saíd (1316–1335)